# Fantasia on Christmas Carols
Fantasía on Christmas Carols (Fantasía sobre villancicos navideños, en castellano), es una obra para barítono, coro y orquesta compuesta por el compositor británico Ralph Vaughan Williams en 1912. La obra se estrenó en el marco del Festival de los Tres Coros, celebrado aquel año en la Catedral de Hereford.
Consiste en una composición en un único movimiento en la que se utiliza material procedente de los villancicos tradicionales ingleses The truth sent from above' (Heredfordshire Carol)', Come all you worthy gentleman' (Somerset Carol)' y On Christmas night all Christians sing' (Sussex Carol)'. También se escucha material procedente de otros, como The first Nowell. Una interpretación convencial dura unos doce minutos.
La obra se compuso empleando material procedente de la recopilación que el compositor y Cecil Sharp habían llevado a cabo de la música popular inglesa en el sur de Inglaterra años antes y a Sharp le fue dedicada la obra. Los villancicos populares aparecen engalanados con las armonías características del compositor, con un halo nostálgico.
El compositor creó tres versiones para la parte orquestal: 
- Para orquesta sinfónica, compuesta por dos flautas, dos oboes, dos clarinetes, dos fagotes, cuatro trompas, dos trompetas, tres trombones, tuba, percusión (timbales, platillos, triángulo y campanas), órgano y cuerda.

- Para orquesta de cuerda, percusión (timbales y campanas) y órgano. Esta versión ha sido preferida por algunos expertos al considerarla más efectiva en términos de balance, vivacidad y sonoridad.[1]

- Para órgano y violonchelo.

El 19 de diciembre de 1943, Leopold Stokowski llevó al disco con la Orquesta Sinfónica de la NBC en Nueva York un arreglo propio suprimiendo las partes vocales, asumidas por la orquesta.

## Discografía
La obra no es muy popular fuera del círculo inglés, pero ha proliferado en la discografía a partir de los años noventa, con registros de muy buena calidad. Cinco de ellos se corresponden con la versión para orquesta sinfónica y tres con la versión para orquesta de cuerda y órgano, que fue preferida en las grabaciones de los años sesenta. De todas ellas, resulta especialmente destacable la de Richard Hickox para la primera versión y la de Barry Rose para la segunda. La versión para órgano y violonchelo sólo cuenta con un registro.
Versión para orquesta sinfónica
- Richard Hickox, Coro y Orquesta Sinfónica de Londres, Stephen Roberts (barítono), 1990 (EMI).
- Matthew Best, Orquesta de Cámara Inglesa, Corydon Singers, Thomas Allen (baríono), 1990 (Hyperion).
- John Rutter, City of London Sinfonia, Cambridge Singers, Stephen Varcoe (barítono), 1993 (Classic FM).
- David Hill, Orquesta Sinfónica de Bournemouth, Waynflete Singers, Donald Sweeney (barítono), 1994 (Decca).
- Hilary Davan Wetton, Royal Philharmonic Orchestra, Sociedad Coral de Guildford, Stephen Gadd (barítono), 2007 (Naxos).

Versión para orquesta de cuerda y órgano
- David Willcocks, Orquesta Sinfónica de Londres, Coro del King's Collegue (Cambridge), Hervey Alan, 1962 (Decca).
- Barry Rose, Coro y Orquesta de la Catedral de Guildford, John Barrow (barítono), 1966 (EMI).
- Richard Hickox, City of London Sinfonia, Joyful Company of Singers, Roderick Williams (barítono), 2005 (Chandos).

Versión para órgano y violonchelo
- Stephan Shellard, Coro de Cámara de la Catedral de Worcester, Ben Cooper (barítono), 2009 (Regent).